# Elaeosticta lutea
Elaeosticta lutea là một loài thực vật có hoa trong họ Hoa tán. Loài này được (M.Bieb. ex Hoffm.) Kljuykov, Pimenov & V.N.Tikhom. mô tả khoa học đầu tiên năm 1978.